# Émeutes de janvier 1959 à Léopoldville
Les émeutes de janvier 1959 de Léopoldville sont une série d'émeutes et de troubles sociaux s'étant déroulés à Léopoldville, alors au Congo belge, au mois de janvier 1959 et marquant un tournant décisif vers l'indépendance du Congo. Les émeutes éclatent après que les autorités coloniales ont interdit aux membres du parti politique de l'ABAKO de manifester le 4 janvier 1959. La répression est très violente. Le nombre exact de victimes n'est pas connu à ce jour, mais au moins 49 personnes auraient perdu la vie. Le Congo belge obtient son indépendance près d'un an et demi plus tard, le 30 juin 1960, devenant la République du Congo-Léopoldville.

## Les émeutes

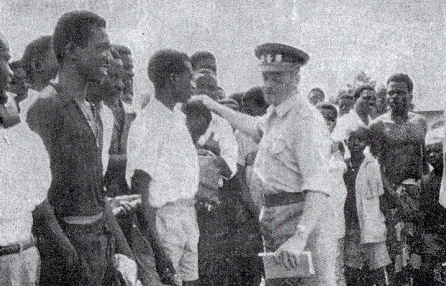
photo du general

Les aspirations indépendantistes sont dans l'air depuis quelques années et une flopée de partis politiques se coudoient pour gagner le soutien de la population. Parmi eux, deux partis se détachent: l'Alliance des Bakongo (ABAKO) de Joseph Kasa-Vubu et le Mouvement national congolais (MNC) de Patrice Lumumba. Le 28 décembre 1958, Lumumba organise un grand rassemblement MNC à Kinshasa, lors duquel il fait un compte rendu de la Conférence des peuples africains (en) qui s'est déroulée à Accra, au Ghana plus tôt ce mois-là et à laquelle il a participé. Vu le succès de son rival, Kasa-Vubu décide d'organiser son propre rassemblement une semaine plus tard, le dimanche 4 janvier 1959.
Kasa-Vubu doit s'adresser à la foule sur le thème du nationalisme africain, mais lorsqu'il soumet une demande pour organiser son rassemblement au Young Men's Christian Association (YMCA), les autorités belges l'avertissent que si l'évènement venait à se politiser, les dirigeants de l'ABAKO seraient tenus pour responsables. Interprétant cette mise en garde comme une interdiction, l'ABAKO tente le 3 janvier de reporter le rassemblement, mais le dimanche, le 4 janvier 1959, une foule épaisse se rassemble tout de même devant le YMCA. Kasa-Vubu et d'autres responsables de l'ABAKO arrivent sur les lieux et essayent, en vain, de renvoyer les manifestants chez eux. Les violences commencent après le refus des manifestants de se disperser.
Le foule commence à lancer des pierres sur la police et à s'attaquer à des automobilistes blancs, puis les violences prennent de l'ampleur. En effet, le groupe initial des manifestants est rapidement rejoint par près de 20 000 Congolais qui sortent d'un stade de foot environnant. Selon les estimations de la presse de l'époque, ce sont quelque 35 000 Africains qui se retrouvent impliqués dans ces actes de violence, qui se dirigent rapidement vers la partie européenne de la capitale. Les émeutiers auraient cassé et pillé des vitrines, brûlé des missions catholiques et passé à tabac des prêtres catholiques. L'ordre n'est restauré qu'à la suite de l'intervention d'officiers de police africains employés par le gouvernement colonial et de l'utilisation de voitures blindées.
Les autorités coloniales arrêtent 300 Congolais, dont Kasa-Vubu (qui deviendra par la suite le premier président du Congo indépendant), Simon Mzeza et Daniel Kanza (le vice-président de l'ABAKO), et les accusent d'incitation à l'émeute.

## Les conséquences
Les estimations sur le nombre total de victimes des émeutes varient entre 49 et 500. Au-delà de ce nombre élevé de morts, les émeutes de janvier 1959 marquent un tournant dans le mouvement de libération du Congo et forcent les autorités belges et coloniales à reconnaître l'existence de sérieux problèmes au sein du pays . Ces émeutes sont à l'origine d'un imbroglio
au sein de l'administration coloniale à la tête de laquelle se trouve Henry Cornelis, gouverneur général et du ministère du Congo belge et du Ruanda-Burundi dirigé par le ministre Maurice Van Hemelrijck. La visite sur place à Léopoldville de Van Hemelrijck lui a fait découvrir un gouverneur général désemparé, au bord de la dépression. Il faut l'intervention du premier ministre Gaston Eyskens et du Roi Baudouin pour calmer les tensions. Cornelis est maintenu en place, mais ce qui a été appelé l'"Affaire Cornelis" ne fait que diminuer le crédit du ministre et du gouverneur auprès des Congolais.    
Tout de suite après les évènements, les autorités belges jettent le blâme sur les Africains sans emploi, précisant toutefois que la majorité des 250 000 habitants de la ville n'étaient pas impliqués . Néanmoins, quelques jours plus tard, les autorités belges s'activent rapidement pour mettre en place des réformes qui offrent aux Congolais plus de pouvoir de décision quant à leur propre gouvernement et annoncent même la tenue d'élections en décembre 1959.
Le 4 janvier est désormais un jour férié en République démocratique du Congo, connu sous le nom de journée des Martyrs. 
Les évènements marquent la radicalisation du mouvement pour l'indépendance et sonnent le glas du contrôle belge du Congo . Cette radicalisation se produit dans les deux camps : pour la première fois, un groupe de Congolais montre sa volonté d'avoir recours à la violence pour obtenir l'indépendance  , tandis qu'un certain nombre de membres de la communauté blanche se prépare de plus en plus à des affrontements. Un groupe de blancs planifie même un coup d'État au cas où un gouvernement à majorité noire s'emparerait du pouvoir .
Les émeutes favorisent également un regain de popularité pour le Mouvement national congolais (MNC), le principal rival politique de l'ABAKO. Depuis les évènements de janvier, l'influence de ces deux partis s'étend pour la première fois au-delà des grandes villes. Les manifestations nationalistes et les émeutes se font de plus en plus fréquentes dans le courant de l'année 1959 , et un grand nombre de noirs ne provenant pas de la classe des "évolués" se rallient au mouvement indépendantiste. En outre, l'arrestation des principaux dirigeants de l'ABAKO laissent le MNC en position avantageuse .